# NX Zero
NX Zero é uma banda brasileira de rock formada em 2001 na cidade de São Paulo. A última e mais longeva formação do grupo é composta por Di Ferrero (vocal), Gee Rocha (guitarra, vocal de apoio), Daniel Weksler (bateria), Caco Grandino (baixo) e Filipe Ricardo (guitarra). Philip Peep (vocal, baixo) e Yuri Nishida (vocal, guitarra) são ex-membros da banda.
O NX Zero lançou seu álbum de estreia pelo selo Urubuz Records, intitulado Diálogo? (2004). Em seguida, eles passaram a aumentar sua popularidade por casas de shows em São Paulo, chamando a atenção de produtores como Rick Bonadio, e assinando com a gravadora Universal Music, onde lançaram seu álbum homônimo (2006), que os levou ao sucesso nacional, com sucessos como "Pela Última Vez" e "Razões e Emoções". Em 2008, é lançado o seu terceiro álbum de estúdio, Agora, que, assim como o antecessor, foi certificado de platina pela Pro-Música Brasil (PMB) e emplacou o sucesso "Cedo ou Tarde", além de angariar o Grammy Latino de Melhor Álbum de Rock Brasileiro. O quarto disco a banda, Sete Chaves (2009), foi certificado com ouro pela PMB e gerou sucessos como "Espero a Minha Vez" e "Só Rezo".
O disco seguinte do NX Zero, Em Comum (2012), extraiu singles como "Ligação" e "Hoje o Céu Abriu", marcando o fim da parceria entre a banda e a Universal Music e Bonadio. Em 2014, foi liberado, de forma independente, o EP Estamos no Começo de Algo Muito Bom, Não Precisa Ter Nome Não, e em 2015, seu sexto e último álbum de estúdio, intitulado Norte. No final de 2017, o NX Zero entrou em um hiato para se concentrar em suas carreiras solo, e se reuniram em 2023. Segundo a Pro-Música Brasil (PMB), o grupo possuí mais de 1 milhão de vendas certificadas em toda sua carreira.

## História

### 2001—05: Início eDiálogo?
A banda iniciou suas atividades oficialmente no dia 10 de abril de 2001, formada pelo guitarrista e vocalista Yuri Nishida. Na época, eram um power trio com apenas uma guitarra, um baixo e uma bateria. A banda se chamava NX Zero Granada. É por este motivo que hoje, o atual vocalista, Di Ferrero, tem uma tatuagem de uma granada com asas nas costas. O grupo se destacou em São Paulo, onde bandas como CPM 22 e Hateen tocavam. Com o passar do tempo, a banda foi criando várias composições e atraindo a atenção dos grandes empresários do mundo da música. 
Em 2004, ainda com Yuri Nishida dividindo os vocais com Di Ferrero e Gee Rocha, a banda muda o nome para NX Zero (uma abreviação para Nexo Zero) e lança o álbum Diálogo?, pelo selo Urubuz Records. Apesar do fato de ter sido gravado por uma produtora não tão conhecida, o disco foi um sucesso de vendas, alcançando a marca de sete mil cópias vendidas.

### 2006—08:NX ZeroeAgora

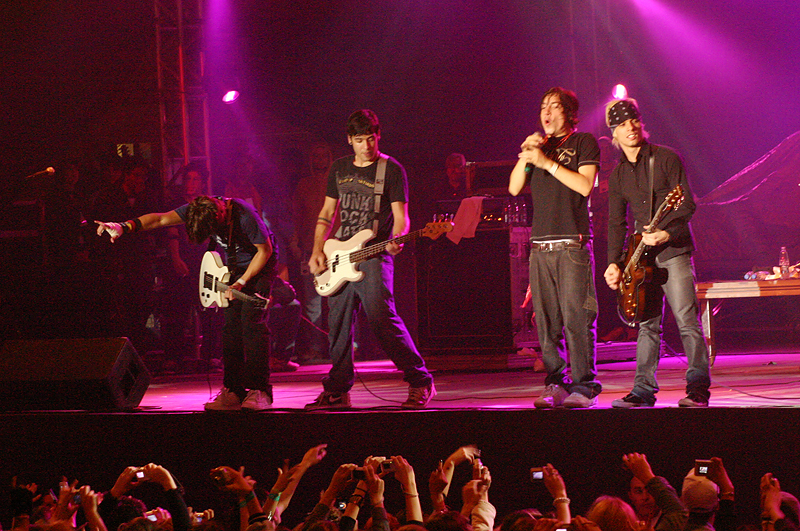
NX Zero durante um show em 2007.

Em 2006, a banda assumiu as primeiras posições nas rádios do país. O NX Zero foi a primeira banda independente a conseguir alcançar a primeira posição do extinto programa musical Disk MTV. Após esse feito, assinaram com a Universal Music e lançaram seu segundo álbum, o homônimo NX Zero. A primeira música de trabalho do disco, "Além de Mim", fez enorme sucesso e a banda conseguiu o prestígio nacional. O primeiro grande prêmio que receberam, foi o Prêmio Multishow de Música Brasileira 2007 na categoria "Revelação". Durante esse ano, fizeram uma parceria com Armandinho no programa Estúdio Coca Cola, da MTV Brasil. O segundo single, "Razões e Emoções", foi o maior sucesso da banda até então. A banda também venceu o MTV Vídeo Music Brasil 2007 nas categorias "Hit do Ano" e "Artista do Ano". Então, foi lançado um clipe da canção "Mais e Mais", extraída do DVD MTV ao Vivo: 5 Bandas de Rock, ganhando assim um videoclipe ao vivo, mas que acabou não virando single.
Ainda em 2007, a banda lançou o terceiro single do álbum homônimo, a canção "Pela Última Vez". Também foi lançada no Brasil a nova versão da canção de Nelly Furtado, "All Good Things (Come to an End)", que contou com participação de Ferrero nos vocais. Em 2008, é lançado o álbum Agora, que teve como primeira música de trabalho a faixa "Cedo ou Tarde", composta para o pai de Rocha e que alcançou o 1.º lugar nas paradas. Esse álbum conta com várias participações especiais; nas faixas Bem ou Mal e Além das Palavras, o rapper Túlio Dek, e um coro na faixa "Cartas pra Você", com duas integrantes do extinto grupo Rouge, Aline Wirley e Karin Hils, além da faixa "Silêncio", que foi escrita por dois membros da banda Fresno. No mesmo ano, Ferrero foi o primeiro brasileiro a receber o prêmio Slime na festa de premiação do canal a cabo Nickelodeon e a banda venceu as três categorias nas quais fora indicada no prêmio mais popular de música brasileira, o MTV Vídeo Music Brasil. O disco venceu o Grammy Latino de 2009 na categoria de Melhor Álbum de Rock Brasileiro.

### 2009—10:Sete ChaveseProjeto Paralelo

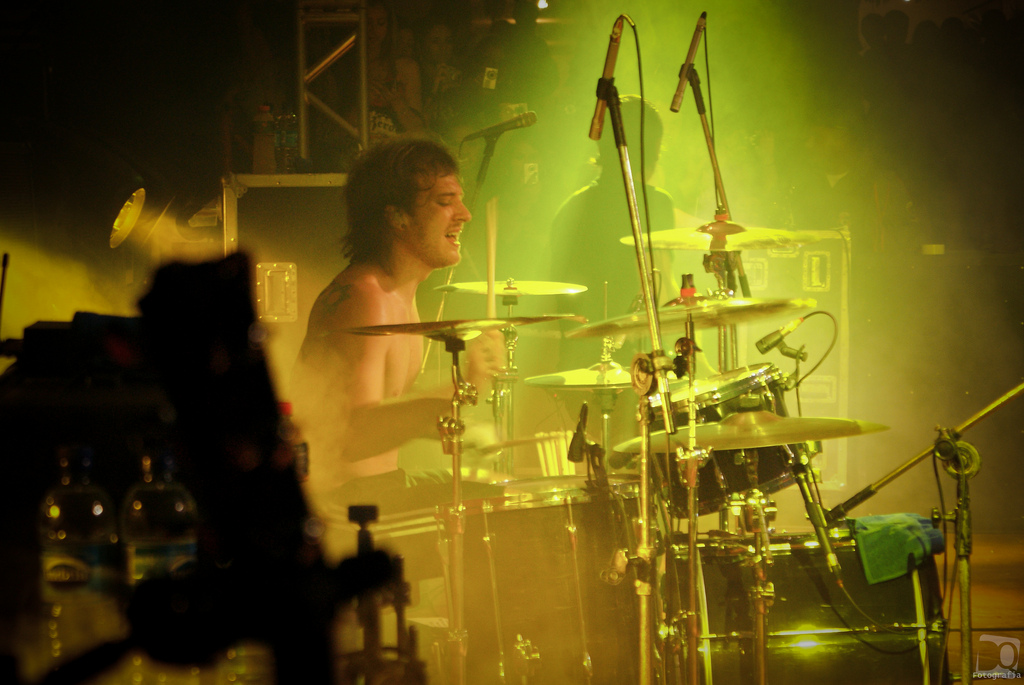
Daniel tocando bateria durante show em João Pessoa, em 2009.

Em 2009, a banda lança o álbum Sete Chaves, que obteve êxito nas vendagens e no primeiro single, a canção "Espero a Minha Vez" que liderou as paradas de sucesso do Brasil, sendo a quinta canção da banda a alcançar a 1.ª posição nas paradas musicais.
Ainda em 2009, a banda ganhou o prêmio "Melhor Banda do Ano" na premiação Melhores do Ano, exibido pela Rede Globo, graças ao Sete Chaves e ao single "Só Rezo". Em 2010, a banda lança seu primeiro álbum de remixes, Projeto Paralelo. No dia 28 de outubro, foi lançado o webclipe "Só Rezo 0.2", que tem a participação dos rappers Emicida e Yo-Yo. O álbum foi produzido por Bonadio, traz quatro músicas inéditas e dez regravações com nova roupagem e rappers dividindo os vocais com Ferrero. No álbum, participam entre os brasileiros, Chorão, Emicida, Rincon Sapiência, Rappin' Hood, Kamau, Gabriel, o Pensador e Negra Li. Entre os convidados estrangeiros estão Smoke Thugs, Aggro Santos, Freddie Gibbs, Kurupt e Yo-Yo, além de DJ King e outros nos scratches.

### 2011—13: 10 Anos de carreira eEm Comum
"Começamos a abrir o leque de notas, de composições. As músicas foram feitas com base no lance de você pensar mesmo no que está acontecendo hoje em dia e nas coisas que se passam. Depois de 10 anos, a banda toda estava com a ideia de querer somar, crescer e evoluir."

— Gee Rocha sobre a evolução das composições e sonoridade da banda.
Em 14 de maio de 2011, a banda gravou no Via Funchal, em São Paulo, o primeiro DVD ao vivo da carreira, Multishow ao Vivo: NX Zero 10 Anos, em comemoração aos seus 10 anos de carreira. Neste projeto, estão incluídos os maiores hits da história da banda, como "Só Rezo", "Cedo ou Tarde", "Razões e Emoções", entre outros, incluindo algumas versões em 0.2 do álbum Projeto Paralelo. No dia 24 de setembro do mesmo ano, abriram o Rock in Rio IV no Palco Mundo, marcando assim sua primeira aparição no festival.
Em 14 de agosto de 2012, é lançado o álbum Em Comum, apresentando músicas totalmente inéditas, com temas e estilos diferenciados do que a banda era acostumada a tocar. Este álbum conta com os singles "Maré" e "Ligação". Em uma entrevista ao site Cifra Club, realizada em 30 de agosto, a banda adotou um estilo mais suave introduzido nesse álbum, como arranjos mais leves e a maior utilização de efeitos harmônicos nas guitarras, além do tema das músicas, que mudou de canções de amor para canções que relatam temas mais cotidianos.

### 2014—17:Nortee hiato

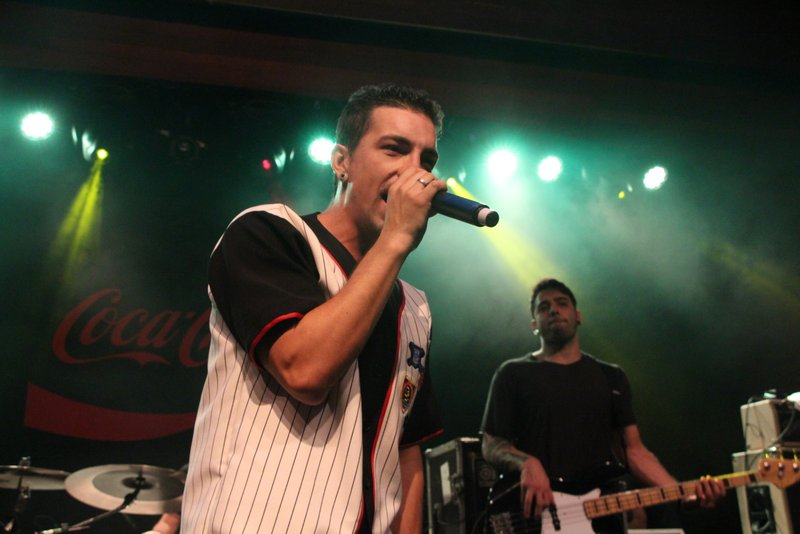
NX Zero durante show em 2014.

Após o fim do contrato com a Universal Music, a banda se desvinculou de Bonadio, e alugou uma casa no Litoral Norte de São Paulo para novas inspirações musicais e a gravação de um novo disco independente. Ferrero comentou: "Rolou aquele sentimento de ser uma máquina ou produto, aí onde ficava a arte em tudo isso? Pensei até em tirar uns seis meses de férias, mas me senti mal comigo mesmo". Em 18 de novembro, lançam seu primeiro EP, Estamos no Começo de Algo Muito Bom, Não Precisa Ter Nome Não.
Em 7 de agosto de 2015, é liberado seu sexto álbum de estúdio, Norte, que marca o retorno da banda após um período de crise, agora com a gravadora Deck e produzido por Rafael Ramos. O show de lançamento do álbum ocorreu no dia 19 de setembro, em São Paulo, na casa Audio Club. O repertório contou com todas as faixas do álbum, além dos maiores sucessos da banda. Com o projeto mundial #NewMusicFriday, lançado em julho de 2015, que visa lançar novas músicas às sextas-feiras, a banda aderiu ao projeto e resolveu lançar uma nova música a cada sexta-feira até o lançamento oficial do álbum. O álbum teve quatro singles: "Modo Avião", em 10 de julho; "Pedra Murano", em 17 de julho; "Mandela", em 24 de julho; e "Breve Momento", no dia 31 de julho.
Em março de 2017, a banda anunciou o lançamento do EP digital Norte Session, a gravação traz quatro músicas que foram registradas de bandas convidadas para a série de vídeos homônima, lançada no seu canal do YouTube. Durante a sessão, a banda gravou releituras das próprias músicas presentes no álbum Norte, e dos singles Piloto Automático e Gole de Sorte, do grupo Supercombo, Carranca e Breve Momento, do grupo Vivendo do Ócio. Em 10 de junho, no programa Altas Horas, Ferrero anunciou que a partir de dezembro, a banda iria entrar em um período de hiato, sem previsão de volta, para que cada membro pudesse se dedicar aos seus projetos pessoais. Sobre a pausa, ele comentou: 

"A gente vai cumprir todos os nossos compromissos, nossa agenda e a partir de Dezembro, pra frente, a gente vai tirar um período sabático por tempo indeterminado, por enquanto, para a gente se dedicar às nossas coisas pessoais. Tudo numa boa, a gente está super feliz, a gente tem uma amizade incrível. […] A gente precisa disso, acho que vai ser saudável esse período para a banda, para depois a gente voltar de uma forma renovada, enfim, com um projeto novo, um disco novo."

Antes do hiato, no dia 14 de junho, a banda gravou no Audio Club, em São Paulo, seu segundo DVD ao vivo, Norte ao Vivo, que registra a sua última turnê e foi lançado em 27 de outubro do mesmo ano.

### 2023–presente: Reencontro

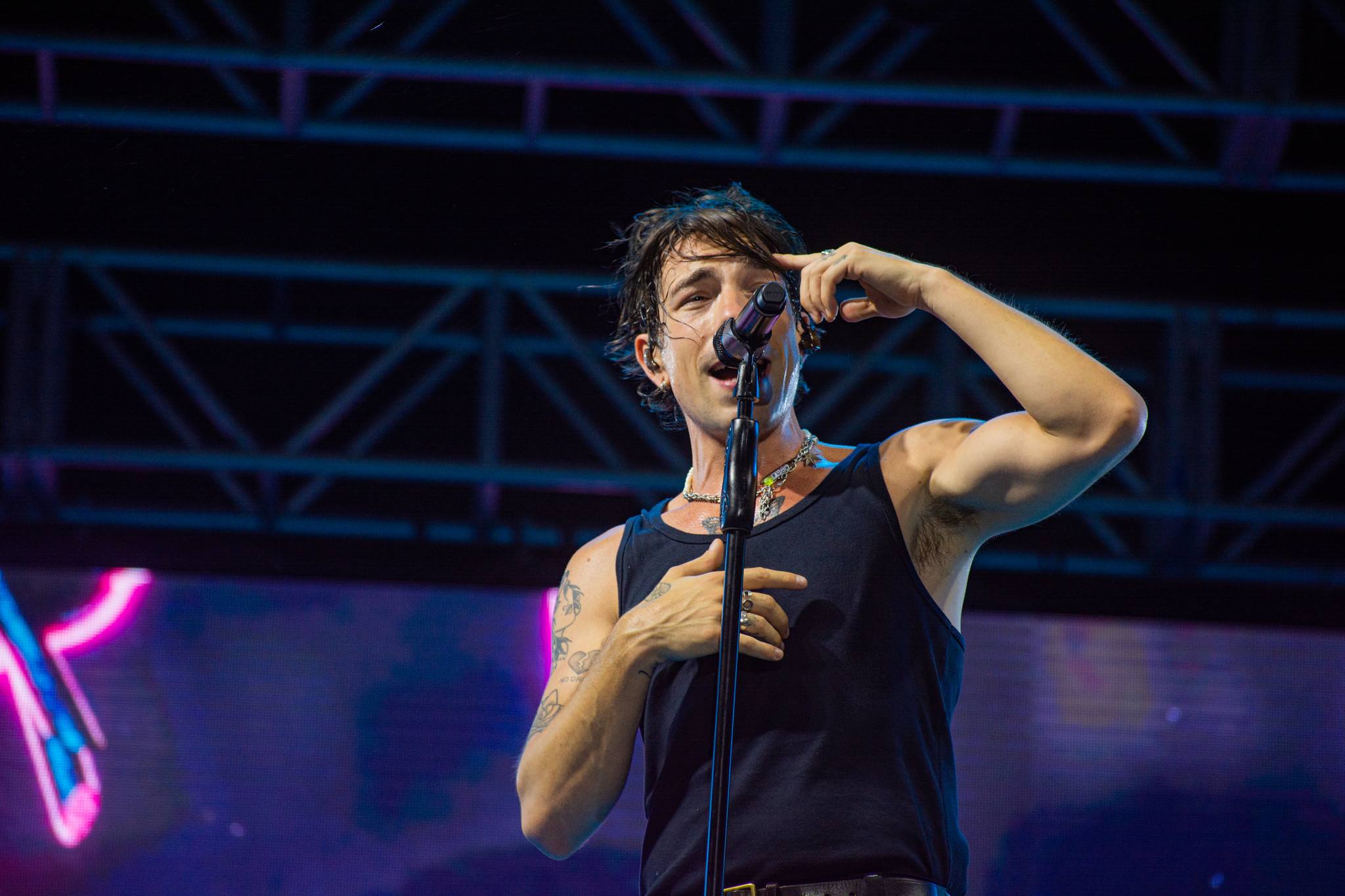
Ferrero durante show do NX Zero no Amapá em 2023.

Em janeiro de 2023, a banda publicou vídeo no Instagram onde os integrantes aparecem manejando seus respectivos instrumentos antes de começarem a tocar o trecho inicial de "Além de Mim". Em 11 de março, se reuniram para se apresentar no programa Caldeirão com Mion e anunciaram uma turnê intitulada Tour Cedo ou Tarde. O grupo anunciou mais de 40 shows por todo o Brasil, que iniciou em 26 de maio, no Rio de Janeiro. Para Peep, a turnê é "uma celebração da história da banda e do quanto ela é especial na vida de tanta gente". Em 13 de julho de 2023, foi liberada sua primeira canção inédita em 8 anos, intitulada "Você Vai Lembrar de Mim". .Uma versão acústica da mesma também foi lançada em 22 de setembro do mesmo ano. As apresentações dos dias 15 e 16 de dezembro, no Allianz Parque, em São Paulo, foram gravadas para o seu terceiro álbum ao vivo, intitulado Tour Cedo ou Tarde: Ao Vivo, lançado em 4 de outubro de 2024.  
Em 2024, a banda realiza a Tour Um Pouco Mais, uma curta turnê passando pelos festivais Planeta Atlantida e I Wanna Be Tour.Em 14 de setembro de 2024, eles se apresentam no segundo dia do Rock in Rio, no Palco Sunset. Na ocasião, o vocalista tratou sobre o futuro do grupo: "É um ciclo, a gente está encerrando um momento da nossa vida e carreira, que foi lindo, a gente se reconectou como irmão, como família e com o público. Queremos deixar marcado nesse show hoje, para encerrar mesmo esse ciclo, não temos planos para depois, vamos entrar em uma pausa. Hoje é clima de alegria, para curtir", dando a entender que eles fariam uma nova pausa na carreira.
Após isso, NX Zero participa da faixa ''Se Eu For Eu Vou Com Você'', do álbum Eu Nunca Fui Embora, do Fresno, ainda em Setembro, com o videoclipe da musica sendo lançado em 19 de Maio de 2025.. Durante uma entrevista divulgando seu EP solo, Ferrero deu mais detalhes sobre os próximos passos da banda: ''É muito cedo para dizer, mas o NX Zero não tem porque não fazer uma tour em algum momento mais para frente. Não tem nada combinado, mas é isso, ainda mais depois de uma tour tão legal. Mas agora realmente está todo mundo se concentrando nos projetos pessoais de cada um, que também é muito importante, muito saudável inclusive para a banda estar viva.''

## Integrantes

### Formação Atual
- Di Ferrero: vocal (2004-presente)
- Daniel Weksler: bateria (2004-presente)
- Gee Rocha: baixo (2003–06) guitarra (2006–presente), vocal de apoio (2003–presente)
- Filipe Ricardo: guitarra (2003–presente)
- Caco Grandino: baixo (2006–presente)

### Anteriores
- Philip Peep: vocal e baixo (2001–2003)
- Yuri Nishida: guitarra (2001 - 2004) e vocal (2003–2004)

## Discografia
- Diálogo? (2004)
- NX Zero (2006)
- Agora (2008)
- Sete Chaves (2009)
- Em Comum (2012)
- Norte (2015)

## Turnês
- NX Zero Tour (2006–08)
- Turnê Agora (2008–09)
- Turnê Sete Chaves (2009–11)
- Projeto Paralelo (2011–12)
- Turnê Em Comum (2012–14)
- Tour Norte (2015–17)
- Saidera Tour (2017)
- Tour Cedo ou Tarde (2023)
- Tour Um Pouco Mais (2024)